# Reda (Faenza)
Reda è una frazione del comune di Faenza, situata 10 km a nord est del capoluogo, sede del quartiere omonimo. Il centro abitato ha una popolazione di 870 persone, mentre nel territorio della frazione vivono 1 180 abitanti.

## Geografia fisica

### Territorio
La frazione di Reda si trova nella pianura romagnola a metà tra il fiume Montone (che a monte attraversa la città di Forlì), e il Lamone (che a monte attraversa Faenza), nel punto in cui questi due fiumi sono più vicini tra loro nel percorso verso il mare Adriatico. Il fiume Montone costituisce in questo punto anche il confine tra le province di Forlì e Ravenna.

## Storia

### Colonizzazione romana
I primi a colonizzare questa zona in modo sistematico furono certamente i Romani che, oltre a costruire la Via Emilia, fecero la centuriazione dividendo il terreno in appezzamenti quadrati risultanti di cento parcelle di due iugeri l'una, con un lato di circa 714 metri. 
Nel territorio della parrocchia di Reda non sono più chiaramente visibili quadrati del reticolato romano, perché le alluvioni dei fiumi Lamone, del Rio Cosina e del Montone hanno rimodellato nei secoli il territorio.
La colonizzazione iniziò nel 193 a.C., dopo che i Romani ebbero sconfitto i Galli. Per fare questo, certamente furono in parte abbattute le selve che si trovavano nella zona tra i fiumi Lamone e il torrente Cosina. Nel territorio di Reda non sono stati trovati né reperti risalenti all'epoca Romana, né ad epoche anteriori o preistoriche, cosa che invece è accaduta nelle vicine parrocchie di Basiago e Pieve Corleto, dove scavi eseguiti negli anni sessanta hanno messo in luce reperti che probabilmente risalgono a 2-3000 anni prima di Cristo.
In epoca medievale la zona era tornata ad essere prevalentemente boscosa, come si può riscontrare anche nella toponomastica della vicina parrocchia di Albereto. Negli antichi statuti della città di Faenza la zona è chiamata Silva Fantina, cioè "Selva di Faenza".
I lavori di messa a coltura della zona portarono progressivamente alla distruzione dei boschi. Per ricordare questo aspetto del territorio è stato dato il nome di “Via Selva Fantina” ad una delle strade.

### Medio Evo
Le prime notizie storiche di Reda si trovano nelle carte portuensi di Ravenna del 1153. Nel 1217 i faentini decisero di fortificare varie località tra cui Reda, nel contesto della rivalità tra Faenza e Forlì. I Forlivesi decisero, tra il 1200 e il 1215, di spostare il corso del fiume Montone nel letto del torrente Cosina; però non costruirono argini né approfondirono il letto del Cosina, che era un piccolo torrente, e quindi incapace di trattenere la quantità di acque provenienti dal bacino del Montone. Fu per questa ragione che le acque esondarono nelle campagne e devastarono una estensione di dieci miglia, rovinando case coloniche, ville e chiese, fra cui certamente quella di Reda per una durata di sette anni. Questo aggravò la rivalità tra Faenza e Forlì. 
I faentini decisero di porre rimedio alla situazione creando una rete di scolo, che partendo in prossimità dell'argine destro del Lamone portava le acque ad uno scolo principale chiamato Via Cupa (dialetto vèia Cuva).
Antichi documenti testimoniano come il comune di Faenza ricostruì la chiesa di Reda nel 1337; è quindi logico pensare che qualche edificio adibito al culto esistesse già prima. Lo stesso comune donò un fondo di quaranta tornature, denominato Capanno, come prebenda. Si trova poi negli Statuti di Faenza che Gian Galeazzo Manfredi promulgò nel 1414 un ordine di riparare la chiesa della "Selva Fantina", cioè di Reda.
Da un documento redatto dal cardinale Anglico risulta che nel 1371 vi erano a Reda 62 famiglie, con una popolazione totale di circa 370 persone. Nel 1438 le popolazioni di Reda e Albereto elessero Sindaco delle due “Scole” un certo Tonio di Renzo: questo potrebbe significare che le due parrocchie erano unite.

### Epoca moderna e contemporanea
Tra il XVII e il XVIII secolo la popolazione si mantenne attorno alle 600 persone.
Sotto il dominio napoleonico esteso anche alla Romagna, Faenza divenne sede di distretto e comune di I classe, e Reda fu eretta comune di terza classe comprendente le parrocchie di Corleto, Saldino, la parte di Cesato a destra del Lamone, e Prada. Il comune di Reda venne sciolto nel 1808 e il territorio passò sotto il comune di Russi. Nel 1816 però Reda tornò nel comune di Faenza, e furono stabiliti con Russi dei confini che sono ancora quelli odierni.
Reda è stata teatro di una scorribanda del famoso bandito detto "Passatore". Fra luglio e agosto dell'estate del 1850 con la sua banda di ladri entrò nella canonica di Reda, retta allora dal parroco don Francesco Camerini, e gli rubò tutti i denari. Si recò poi nella casa del contadino detto "Fornace" (oggi famiglia Pasi, detti ancora i Furnèsa) e fece altrettanto. Nella stessa occasione aggredì tutti quelli che passavano per la strada a piedi o coi biroccini, e li spogliò del denaro.

## Monumenti

### Edifici di culto
Nei pressi dell'abitato è presente la chiesa parrocchiale dedicata a S. Martino di Tours. Nel territorio della parrocchia di Reda sono comprese altre due chiese, non più sedi parrocchiali: lungo l'argine del fiume Lamone si trova la piccola chiesa di Saldino (parrocchia soppressa nel 1986), dedicata a San Lorenzo; lungo la Via Reda verso nord est si trova la chiesa di Albereto (parrocchia soppressa nel 2023), dedicata al Santissimo Salvatore.

## Economia
L'attività prevalente è quella agricola, in particolare frutticola.
A Reda nel 1917 si costituì una Cooperativa Agricola allo scopo di acquistare una trebbiatrice per il grano, perché una sola macchina non era sufficiente per tutti i coloni. La stessa Cooperativa negli anni 1918 e 1919 acquistò una trebbiatrice per i semi piccoli, ossia erba medica e trifoglio, e una sgranatrice per il granturco.

## Cultura

### Manifestazioni
- carnevale (terzo sabato di quaresima)
- «Sagra del Buongustaio» (ad agosto)

## Sport

### Associazioni Sportive
Le principali società sportive a Reda sono:
- A.s.d. Reda Volley (pallavolo);
- Società Ciclistica Reda (ciclismo);
- A.s.d. Pro Loco Reda (calcio);
- A.s.d. La Rôda Reda (biathlon e ciclismo);
- Wild dog training a.s.d (sport cinofili).
- Non è più in attività la U.S. Reda a.s.d. (calcio).